# 120569 Huangrunqian
120569 Huangrunqian è un asteroide della fascia principale. Scoperto nel 1995 (con sigla provvisoria 1995 FU₄₀), presenta un'orbita caratterizzata da un semiasse maggiore pari a 3,1417794 UA e da un'eccentricità di 0,1741805, inclinata di 11,32074° rispetto all'eclittica. Ha ricevuto il nome in onore del Prof. Huang Runqian, astronomo presso l’osservatorio di Yunnan (NAOC – Chinese Academy of Sciences), dedicandogli l’asteroide il 17 dicembre 2008, un riconoscimento ufficiale della Commissione Internazionale di Nomenclatura dei Corpi Minori.
| Parametro                | Valore                         |
| ------------------------ | ------------------------------ |
| Semiasse maggiore        | circa 3,14 UA                  |
| Eccentricità             | circa 0,17–0,18                |
| Inclinazione             | circa 11,3°                    |
| Afelio                   | circa 3,69 UA                  |
| Perielio                 | circa 2,59 UA                  |
| Periodo orbitale         | circa 2 035 giorni (~5,6 anni) |
| Magnitudine assoluta (H) | circa 14,8                     |